# Germanofilia
La germanofilia es la simpatía, interés o admiración en el pueblo alemán, la historia alemana, el idioma alemán, las tradiciones y la cultura alemana y, en general, por todo lo alemán y Alemania en general, o también que exhibe el patriotismo alemán a pesar de no ser ni de etnia alemana ni ser de ciudadano alemán. La postura opuesta es la germanofobia que es el miedo, odio o fobia hacia Alemania, su pueblo, el idioma alemán y por todo lo alemán. No debe confundirse con el pangermanismo, un movimiento político-ideológico que pretende la unificación de todos los «pueblos alemanes» como Alemania y Austria en un solo estado o expansión de Alemania, fue uno de los causantes de la Segunda Guerra Mundial.
El término se usó especialmente en los siglos XIX y XX después de la unificación de Alemania y el auge del Imperio alemán. El término se usa no solo políticamente sino también culturalmente; por ejemplo, Slavoj Žižek se refiere a la tríada geográfica de Europa compuesta por Inglaterra (pragmatismo utilitario), Francia (precipitación revolucionaria) y Alemania (rigor reflexivo). En el romanticismo británico del siglo XIX, el antónimo del término es escandofilia, que expresaba una dicotomía de asociarse con la cultura anglo-sajona tanto con la cultura germánica occidental continental, o con la cultura germánica septentrional (escandinava) (el "revival vikingo"). El término también se usó en oposición a helenofilia, una afinidad con lo "teutónico" o cultura y punto de vista germánica en oposición a una predilección por la Antigüedad Clásica.
En la Europa continental, a partir de finales del siglo XIX (fundamentalmente a partir de la guerra franco-prusiana de 1870), la dicotomía se producía más bien entre Alemania y Francia. Frente a los francófilos, los germanófilos elegirían alinearse con Alemania contra una Francia vista despectivamente como chauvinista. El término paralelo referente a Inglaterra es anglofilia. Por ejemplo, en la España neutral durante la Primera Guerra Mundial, existía una corriente de opinión germanófila opuesta a la aliadófila (a su vez dividida entre francófilos y anglófilos).
Henry Louis Mencken es un escritor germanófilo estadounidense del siglo XX. 
El término germanofilia también fue usado (en contextos educativos) para referirse al sistema educativo alemán de los siglos XIX y XX, basado en el gran prestigio internacional de los intelectuales alemanes desde la época de Alexander von Humboldt (véase Universidad Humboldt de Berlín), que sirvió de modelo para muchas universidades de élite del resto del mundo, desde Oslo a Harvard.

## Nota
1. ↑  Definición RAE

- Datos: Q670152